# Baccalauréat sciences et technologies du design et des arts appliqués
En France, le baccalauréat sciences et technologies du design et des arts appliqués (STD2A) est une des séries du baccalauréat technologique, issue de l’option « arts appliqués » du baccalauréat STI. Le terme « Arts appliqués » désigne l’ensemble des créations et productions artistiques, hors des champs strictement pictural, architectural ou sculptural (beaux-arts), entretenant toutefois un rapport étroit avec ces mêmes champs. Le domaine arts appliqués recouvre les professions du design et les métiers d’art.
Le design (filière arts appliqués) traverse les champs de la communication (graphisme, édition, publicité, multimédia), du produit industriel (objets usuels, mobiliers), de la mode et de l’environnement (textile, vêtement, haute couture, costume), de l’espace public ou privé (architecture, architecture intérieure, mobilier urbain, scénographie, stand).
Les métiers d’art (filière métiers d’art) concernent la création artisanale dans différents secteurs : céramique, textile, métal, bijoux.

## Préparation
Le baccalauréat STD2A est accessible après les classes de première et de terminale STD2A, elles-mêmes accessibles après la classe de seconde générale et technologique, commune aux voies générale et technologique.
Au cours de l'année de seconde, les élèves souhaitant s'orienter vers cette série peuvent suivre l'enseignement optionnel technologique de Création et culture - design, sans que cela soit obligatoire.
| Niv 4 Bac +0 17 |                                   | Baccalauréat général Arts, SES, SVT, HGGSP, Humanités, LCA, LLCE, Maths, PC, NSI, SVT, SITerminale générale |                                   | Baccalauréat technologique STAV, ST2S, STD2A, STMG, S2TMD, STI2D, STHR, STLTerminale technologique |                     | Baccalauréat professionnel Alimentaire, Vente, Beauté, Bâtiment, Santé, Design, Véhicules, NumériqueTerminale professionnelle | BMA                                   | BP                                    | CS5 CS4 CS3                           | BM                                    | BTM |
| Niv 3 16        | Première générale                 | Première technologique                                                                                      | Première professionnelle          | CAP 2e année                                                                                       | CAP 2e année        | CAP 2e année | CAP 2e année                          | CAP 2e année                          |                                       |                                       |     |
| 15              | Seconde générale et technologique | Seconde générale et technologique                                                                           | Seconde générale et technologique | Seconde professionnelle                                                                            | CAP 1re année       | CAP 1re année | CAP 1re année                         | CAP 1re année                         | CAP 1re année                         |                                       |     |
| RNCP Âge        | Lycée général                     | | Lycée technologique               | | Lycée professionnel | Centre de formation d'apprentis (CFA)                                                                                         | Centre de formation d'apprentis (CFA) | Centre de formation d'apprentis (CFA) | Centre de formation d'apprentis (CFA) | Centre de formation d'apprentis (CFA) |     |

## Débouchés
. Cette formation permet d’accéder à un éventail de formations :
- BTS d’arts appliqués, formation de niveau III en deux ans ;
- DMA : diplôme des métiers d’art, formation de niveau III ;
- écoles d’art dépendant du Ministère de la Culture (Arts Décoratifs, Beaux-arts , École d'architecture...) ;
- universités d’arts plastiques, arts du spectacle, histoire de l’art.

## Épreuves
À compter de la session 2021, les épreuves sont les suivantes.
|                                              | Épreuve                                           | Coefficient | Nature de l'épreuve            | Durée |
| -------------------------------------------- | ------------------------------------------------- | ----------- | ------------------------------ | --- |
| Épreuves terminales                          | Français                                          | 5           | Écrite                         | 4 heures                                                                                                 |
| Épreuves terminales                          | Français                                          | 5           | Orale                          | 20 minutes + 30 minutes de préparation                                                                   |
| Épreuves terminales                          | Philosophie                                       | 4           | Écrite                         | 4 heures                                                                                                 |
| Épreuves terminales                          | Épreuve orale terminale                           | 14          | Orale                          | 20 minutes + 20 minutes de préparation                                                                   |
| Épreuves terminales                          | Analyse et méthode en design                      | 16          | Écrite                         | 4 heures                                                                                                 |
| Épreuves terminales                          | Conception et création en design et métiers d'art | 16          | Écrite                         | 4 heures                                                                                                 |
| Évaluations communes                         | Histoire-géographie                               | 5           | Écrite                         | 3 évaluations de 2 heures                                                                                |
| Évaluations communes                         | Langue vivante A                                  | 5           | Écrite Orale                   | 1 évaluation écrite de 20 minutes 2 évaluations écrites de 1 heure 20 + 1 évaluation orale de 10 minutes |
| Évaluations communes                         | Langue vivante B                                  | 5           | Écrite Orale                   | 1 évaluation écrite de 20 minutes 2 évaluations écrites de 1 heure 20 + 1 évaluation orale de 10 minutes |
| Évaluations communes                         | Mathématiques                                     | 5           | Écrite                         | 3 évaluations de 2 heures                                                                                |
| Évaluations communes                         | Éducation physique et sportive                    | 5           | Contrôle en cours de formation | Contrôle en cours de formation                                                                           |
| Évaluations communes                         | Physique-chimie                                   | 5           | Écrite                         | 2 heures                                                                                                 |
| Évaluation chiffrée des résultats de l'élève | Moyenne générale de la classe de première         | 5           | /                              | / |
| Évaluation chiffrée des résultats de l'élève | Moyenne générale de la classe de terminale        | 5           | /                              | / |

Les épreuves de français (écrite et orale) sont anticipées, c'est-à-dire qu'elles sont passées à la fin de l'année de première.
Les évaluations communes (EC) sont passées à trois reprises : au deuxième et au troisième trimestre de la classe de première ainsi qu'au troisième trimestre de la classe de terminale. La note finale obtenue pour la discipline correspond à la moyenne des évaluations passées. A noter que la Physique-chimie n'est évaluée qu'une fois en EC (troisième trimestre de première). L'éducation physique et sportive est évaluée au travers de trois épreuves ponctuelles, réalisées en cours de formation durant la classe de terminale.
L'évaluation chiffrée des résultats de l'élève correspond donc aux moyennes trimestrielles ou semestrielles obtenues en classe de première et de terminale. Tous les enseignements sont donc pris en compte, qu'ils soient communs, de spécialité ou optionnels.

## Sources
1. ↑  « COURS DU PRIEURÉ - Actualités - STD2A : Une section pleine d'avenir au Prieuré ! », sur www.cours-du-prieure.com (consulté le 28 juin 2017)